# 護雅夫
護 雅夫（もり まさお、1921年〈大正10年〉3月30日 - 1996年〈平成8年〉12月23日）は、日本の東洋学者・歴史学者。専攻はトルコ民族史・内陸アジア史・トルコ学。東京大学名誉教授。勲二等瑞宝章受章。日本学士院会員。

## 経歴・人物

### 生い立ち・学歴
滋賀県長浜町（現長浜市）真宗大谷派一心寺 11世住職 釋雅亮・春枝の長男として生誕 。旧制 県立虎姫中学校（現：滋賀県立虎姫高等学校）から1938年第三高等学校文科甲類へ入学、「自由寮」での寮生活を始める。
1941年東京帝国大学文学部東洋史学科入学、1943年9月卒業と同時に同大大学院入学即日休学、10月に三期兵科予備学生として広島県江田島の海軍兵学校に入校、同年末まで教育・訓練をうけ、1944年より海兵教官として国史を担当する。
1945年3月中尉任官、8月敗戦、9月復員後大学院に復学し、和田清により特別研究生に採用される。1946年3月前田直典の提唱による「北方史研究会」結成に参画。北方史研究会主催の柴田武（当時は言語学科助手）による現代トルコ語講習会に参加 。ペルシア語、ロシア語、モンゴル語も学ぶ。在学中は和田清、榎一雄から指導を受ける。（1947年10月東京帝国大学は東京大学となる）
高等学校時代の安部健夫・大学時代の和田清 両師の影響でアジア遊牧民の歴史的研究を志すようになる。

### 歴史学者として
1948年9月（27歳）、和田清の推挽により北海道大学法文学部助教授に任ぜられるが、同時に内地研究員として東京大学文学部東洋史研究室で蒙古史研究に従事し、翌年赴任する。北海道網走市モヨロ貝塚での東大と北大の合同発掘調査が1947年、1948年、1951年に行われ、護も1951年の発掘調査に参加した。
1956年5月（35歳）、朝鮮史講座担当として東京大学文学部助教授に着任する。
1958年3月-1959年10月、山本達郎の推輓によりロックフェラー財団研究員としてトルコ（アンカラ・イスタンブル両大学） とドイツ（ハンブルク大学）へ留学。
アンカラ大学では言語歴史地理学部で研究に従事するかたわら、古代トルコ民族史に関する講義を担当した。
イスタンブル大学ではラフメティ・アラト・ゼキ・ヴェリディ・トガンの講筵に列し、アンカラ大学のバハーエッディーン・オゲル助教授と共同で研究をした。ハンブルク大学のフォン・ガベンからも古代テュルク語の個人教授を受ける。
1960年、東洋文庫研究員（兼任）となる。〈東洋文庫関連 後出〉
1962年、東京大学より文学博士の学位を取得 (学位請求論文：「古代北アジア遊牧民族史の研究」) 。
1963年、松田壽男らにより再建された「日本イスラム協会」の評議員・理事をつとめる。
1964年、「日本アルタイ学会（通称 野尻湖クリルタイ）」を山田信夫らと創設した。
1966年3月-5月（45歳）には交換教授としてレニングラード大学 東洋学部、旧ソ連科学アカデミー所属アジア諸民族研究所で古代トルコ民族史の講義・講演を行う 。
1968年4月（47歳）、東京大学文学部教授に昇任し、「北アジア史について幾多の貢献をした。その主な論文は『古代トルコ民族史研究 I』に収められている」。1970年に日本学士院賞を受賞する。
1976年9月（55歳）、イスタンブル大学 文学部より招きをうけ、1年間、トルコ民族史・古代テュルク語・アジア史（日本史を含む）などについてトルコ語で講義とゼミナールを行う。さらに大学での講義に加え、トルコ・日本婦人友好文化協会の要請によりイスタンブル総領事館一室で日本語講座を開く。
1981年4月（60歳）東京大学を定年退官、5月名誉教授の称号を受ける。
1981年4月 - 1991年3月、日本大学文理学部教授に就任、定年による退職後も非常勤講師として出講した。
この間、1982年3月-5月日本学術振興会の援助を得てアンカラに滞在し、梅村坦とともに「日本学術振興会 西アジア地域研究センター」の再建・設立に携わる。
1986年8月（65歳）、ハンブルクでの第32回 国際アジア・北アフリカ研究会議（ICANAS）に日本学術会議と東方学会を代表して参加。同年9月には、トルコ アンカラ大学に日本学科を開設する任務を帯び、国際交流基金・日本大学から派遣され、1年間客員教授をつとめる。北アジア史、シルクロード史とともに、日本史・文化入門、日本語講義を担当した。
1992年12月（71歳）日本学士院会員となる。選定にあたり日本学士院は、専攻学科目として、それまでになかった「トルコ学」部門を新設しその研究領域とした。
役員・会員ほか：（1980-1981）史学会理事長、（1985-1988）日本学術会議 第13期会員、（1985-1991）東方学会 理事長、（1987-1993）中近東文化センター理事長、トルコ共和国科学アカデミー（アタテュルク文化センター）名誉会員、 古代オリエント博物館理事、日本中国文化交流協会常任理事、出光美術館評議員、東方学会 評議員、内陸アジア史学会顧問などを歴任。
東洋文庫関連役員：（1960）東洋文庫研究員、（1972）総務部長、（1976）東洋文庫附置ユネスコ東アジア文化研究センター副所長・(1981-1986）所長、（1981）東洋文庫理事、（1986-1990）研究部長、（1989）理事長臨時代行。この間に、研究を本格的に進展させるために、まず現地語資料の蒐集が不可欠だったことから、西アジア文献、すなわちトルコ語、アラビア語、ペルシア語資料を蒐集。「現地語資料の蒐集や保存、学術交流に寄与した。」
晩年は神奈川県藤沢市に居住し、約6年におよぶ闘病生活の間も執筆活動は続けたが 、1996年12月肺炎のため相模原市の病院で没した。没後同日づけで正四位に叙せられる。翌1997年、旧蔵の洋書・トルコ語などの研究書約700冊を遺族より東洋文庫に寄贈。
没後、トルコ人作家アズィズ・ネスィンの作品、加えてネスィンのインタビュー記事の翻訳原稿がみつかり林佳世子、粕谷元、新井政美らが「出版のための体裁を整え」、2013年に藤原書店より『口で鳥をつかまえる男』として刊行された。

## 受賞・栄典
出典：
- 1970年：日本学士院賞『古代トルコ民族史研究 I』[66][67]
- 1973年：トルコ共和国文化功労章
- 1982年：ブルガリア人民共和国建国記念勲章
- トルコ日本友好百年記念黄金メダル
- 1991年：勲二等瑞宝章[68]
- 1992年：日本学士院会員[49]
- 1996年12月23日：叙正四位

## 著作

### 単著
- 『近代以前の東洋』三省堂〈社会科歴史文庫 4〉、1956年。全国書誌番号:45021412。
- 『古代トルコ民族史研究』山川出版社（全3巻）。 NCID BN03388834。
  - 『古代トルコ民族史研究 I』1967年3月。ISBN 978-4634651609。

※村山七郎「護雅夫著『古代トルコ民族史研究』」『東洋学報』第50巻第4号、東洋文庫、1968年3月、522-533頁。
  - 『古代トルコ民族史研究 II』1992年1月。ISBN 978-4634650206。[注 23]
  - 『古代トルコ民族史研究 III』1997年4月。ISBN 978-4634650107。

※第III巻は遺著。別冊（全3巻総索引＋護雅夫著作目録）附：全85頁[注 24]
- 『遊牧騎馬民族国家：蒼き狼の子孫たち』講談社〈講談社現代新書 116〉、1967年[注 25]。NCID BN04157870。
- 『よくわかる世界史 新課程』旺文社〈よくわかるシリーズ〉、1973年。
- 『李陵』中央公論社〈中公叢書〉[注 26]、1974年、新版1990年。NCID BN0260235X。中公文庫、1992年[注 27]。NCID BN08903687。
- 『古代遊牧帝国』中央公論社〈中公新書 437〉、1976年。NCID BN00943600。
  - 電子書籍、配信開始：2023年11月 [73]。ASIN B0CP271S7F

※林俊雄「【新刊紹介】護雅夫著『古代遊牧帝国』中公新書 一九七六・ 二六五頁」『史学雑誌』第85巻第12号、史学会、1976年12月、1698-1699頁、doi:10.24471/shigaku.85.12_1698。
- 『中央アジア史：シルクロードに興亡した国々』旺文社〈テレビ大学講座 現代アジア論 I〉、1981年。 NCID BN11699760。
- 『草原とオアシスの人々』三省堂〈人間の世界歴史 7〉、1984年。NCID BN00328814。
- (トルコ語) Prof. Dr. Masao Mori’nin Göktürkler : Ders Notları. Prof.Dr.Gülçin Çandarlıoğlu, ed., Türk Dünyası Araştırmaları Vakfı（『護雅夫博士の突厥：講義ノート』ギュルチン・チャンダルルオウル編、トルコ世界研究財団）. (2019). ISBN 978-9754982541. NCID BB2863152X

### 訳書
- 『ナスレッディン・ホジャ物語－トルコの知恵ばなし』平凡社〈東洋文庫〉、1965年。[注 28] ワイド版 2007年。NCID BN01197584。
「つけたり」285-310頁
1.ナスレッディン・ホジャという人物 285-302頁
2.ナスレッディン・ホジャ物語について 302-307頁
3.翻訳に利用した諸版本 307-309頁 [注 29]
※刊行前に数話の翻訳・紹介文などを執筆：後出
- カルピニ／ルブルク『中央アジア・蒙古旅行記』桃源社〈東西交渉旅行記全集 1〉、1965年。[注 30] NCID BN05122576。
※両者は修道士。詳しくはプラノ・カルピニと、ウィリアム・ルブルックの項目を参照。
  - 『中央アジア・蒙古旅行記』桃源社 新装版、1979年。 NCID BA31864518。
  - 『中央アジア・蒙古旅行記：遊牧民族の実情の記録』光風社出版〈光風社選書〉、1989年。 NCID BN03532566。
  - 『中央アジア・蒙古旅行記』講談社〈講談社学術文庫〉、2016年。[注 31]

NCID BB21394007。電子書籍も刊。
- スティーヴン・ランシマン 『コンスタンティノープル陥落す』みすず書房、1969年、新装版1983年、1998年。NCID BA36140005 。
- 『騎馬民族史 - 正史北狄伝』平凡社東洋文庫（全3巻）、1971-1973年。NCID BN01068945。ワイド版 2007年。訳者の一人
  - 訳注担当：第1巻「高車伝」(魏書)、263-285頁。
  - 訳注担当：第2巻「西突厥伝」(隋書・旧唐書・新唐書)、189-298頁。
- デイヴィド・ホサム[注 32]『トルコ人』みすず書房、1983年。 NCID BN00634661。
- アズィズ・ネスィン『口で鳥をつかまえる男』藤原書店、2013年。 NCID BB12879832。
※初邦訳。7-198頁：16篇の短篇小説 [注 33]＋199-223頁：A.ネスィンへのインタビュー記事[注 34]
  - 再録 16篇中の1篇「神の恵みがありますように」『世界文学アンソロジー：いまからはじめる』三省堂、2019年、302-309頁。 NCID BB28663537。[注 35]

### 共著
- 『東アジア文明の形成』筑摩書房編集部 編、筑摩書房〈世界の歴史 3〉、1960年、新版1968年、新訂版1978年。NCID BN01850844。

執筆 :「匈奴：古代遊牧帝国の形成」
- 『イスラム文化の発展』筑摩書房編集部 編、筑摩書房〈世界の歴史 7〉、1961年、新版1968年、新訂版1978年。NCID BN08704421。

執筆 :「イスラム世界帝国の完成」「タンズィマート」板倉勝正・嶋田襄平と「座談会:イスラム国家における君主の問題」
- 『絹の道と香料の島』別枝達夫 共著、文藝春秋〈大世界史 9〉、1968年、NCID BN0278266X。

執筆：第1-8章（9-181頁）
- 『イスラム帝国の遺産』嶋田襄平 編、平凡社〈東西文明の交流 3〉、1970年。NCID BN01848343。

執筆 :「オスマン帝国の遺産」
- 『アラブの世界：その歴史と文化』朝日新聞社〈朝日ゼミナール双書〉、1974年8月。NCID BN04272835。

執筆 :「トルコの支配からアラブの覚醒へ：アラブ・ナショナリズム」
- 『中国文明と内陸アジア』三上次男・佐久間重男 共著、講談社〈人類文化史 4〉、1974年9月。NCID BN0188399X

執筆 :「第二部 内陸アジア遊牧民の世界」「第三部 新しい体制への歩み 3「タタールの平和」」
- 『アラブの覚醒』牟田口義郎 共著、講談社〈世界の歴史 22〉、1978年、NCID BN02413266
- 『続・私のシルクロード』朝日新聞社、1978年。NCID BN07005256。ASIN B000J8KOVS。

執筆：講演(1978.3.3)「トルコ民族と東西文化の交流」を収録。
- 『シルクロード』加藤九祚・長沢和俊 共著、筑摩書房〈読書マップ〉、1983年。※3人による対談・鼎談をまとめたもの[注 37]。NCID BN04223986。

「文献案内」山本弘道・荒川正晴 編、pp.297-346
- 『すべての道はローマに通ず：イスタンブール・ギリシャ・イタリア』日本放送出版協会〈シルクロード ローマへの道〉第12巻(最終巻)、1984年。NCID BN00789329。
座談会：シルクロードを考える（井上靖・司馬遼太郎・陳舜臣・榎一雄・樋口隆康・護雅夫・加藤九祚・岡崎敬・長沢和俊、鈴木肇 司会）5-137頁。
NHK取材班 記：すべての道はローマに通ず、付 マルコ・ポーロの遺言状 149-253頁。アレキサンダー遺物を訪ねて 255-277頁。
  - 『すべての道はローマに通ず NHKシルクロード ローマへの道 第12巻』日本放送出版協会〈新コンパクト・シリーズ〉、1989年。NCID BN03973721 - 新書判での再刊。
- 『コーカサス・シリア・トルコ・ギリシャ・イタリア』NHK取材班編、日本放送出版協会〈写真集シルクロード ローマへの道 6〉、1984年。NCID BN00986771。

執筆 :「「征服王」メフメト二世：コンスタンティノープルの征服」169-175頁。
- 『身ぶりと音楽』野村雅一・鈴木道子責任編集、東京書籍〈民族音楽叢書 9〉、1990年。NCID BN05317360

執筆 :「イスラムにおける音楽と舞踊：メヴレヴィー教団の旋舞をめぐって」

### 編著
- 『日土会話練習帖』大学書林、1966年。 NCID BA41778900。
- 『漢とローマ』平凡社〈東西文明の交流 1〉、1970年。 NCID BN01905888。
- 『内陸アジア・西アジアの社会と文化』山川出版社、1983年。[注 38] NCID BN01452003
※柳橋博之「【新刊紹介】護 雅夫 編『内陸アジア・西アジアの社会と文化』山川出版社 一九八三・九一九頁」『史学雑誌』第93巻第4号、1984年、545-546頁、doi:10.24471/shigaku.93.4_545。

### 共編著・共編
- 『岩波講座 世界歴史』岩波書店、1969-71年。全30巻、下記6巻に執筆
  - 第6「北アジア・古代遊牧国家の構造」359-386頁。1971年。NCID BN02399482。
  - 第8「西アジア世界 総説」3-32頁。1969年。NCID BN01797683。
  - 第9「内陸アジア世界の展開I  総説」3-17頁。1970年。NCID BN01859929。
  - 第21「オスマン帝国の改革運動  1トルコの改革運動」386-410頁。1971年。全国書誌番号:73015989。
  - 第25「トルコ革命」pp.451-475。1970年。NCID BN0186884X。
  - 第30「西アジアにおける歴史意識」(別巻 現代歴史学の課題) 35-77頁。1971年。NCID BN0185721X。
- 『内陸アジア史論集』（全2巻）国書刊行会、1979-80年[注 39]。NCID BN00478307。
- 『北アジア史（新版）』神田信夫 共編、山川出版社〈世界各国史 12〉、1981年。NCID BN01429001。

執筆 :「まえがき」「序説」「第二章 遊牧国家の成立と発展」「第三章 遊牧国家の「文明化」」
- 『オリエント史講座』（全6巻）前嶋信次・杉勇と共編、學生社、1982-86年。NCID BN00154451。

執筆 :「序説」『第3巻 渦巻く諸宗教』1982年、「コンスタンティノープルの征服」『第5巻 スルタンの時代』1986年
- 『松田壽男著作集』六興出版（全6巻）1986-1987年

編集委員：日比野丈夫・護雅夫・山田信夫・古賀登・長澤和俊・松田知彬
執筆：第2巻『遊牧民の歴史』「解説」pp.381-397 、1986年9月
- 『中央ユーラシアの世界』 岡田英弘 共編、岡正雄・江上波夫・井上幸治 監修、山川出版社〈民族の世界史 4〉、1990年。NCID BN04895452。

執筆 :「まえがき」i-v頁、「第2部 トルコ系民族」105-106頁
- Near Eastern studies : dedicated to H.I.H. Prince Takahito Mikasa on the occasion of his seventy-fifth birthday、小川英雄・吉川守と共編、Otto Harrassowitz〈Bulletin of the Middle Eastern Culture Center in Japan[80], v.5〉、1991年。NCID BA17073556

### 監修
- 護雅夫 監修、高橋昭一と分担訳／写真：並河萬里『トプカプ宮殿博物館』 全5冊＋別冊、トプカプ宮殿博物館 全集刊行会、1980年10月。 NCID BN04925134。
  - 1 宝物館・2 細密画・3 スルタンの衣装・4 宮廷絨毯・5 ハレムの建築
  - 別冊は解説冊子：ケマル・チュー(Kemal Çığ)[81] 著・護雅夫 訳『トプカプ宮殿博物館概論』

### 海軍兵学校
- 「海軍兵学校・研究室・みづほ館」『戦中戦後に青春を生きて 東大東洋史同期生の記録』神田信夫・山根幸夫 編、山川出版社、1984年、117-143頁。ISBN 978-4634640702。[注 40]
- 「三角形と蚯蚓－解説にかえて－」『江田島教育』豊田穣著、集英社〈集英社文庫〉、1983年、252-260頁。ISBN 978-4087506976。[注 41]

### エッセイ・寄稿
- 「「勤勉さ」からの決別」『道 昭和の一人一話集』 9巻、上山義雄 編、中統教育図書、1984年9月、105-111頁。全国書誌番号:85014076。
- 「男の社交場 トルコのカフェ」『想い出のカフェ：ドゥマゴからの贈り物』井上俊子 編、Bunkamura、1994年9月、8-11頁。 NCID BA31361776。
  - 再録 「男の社交場 - トルコのカフェ」『世界カフェ紀行：5分で巡る50の想い出』中央公論新社編〈中公文庫〉、2023年2月、110-113頁。 NCID BD00805108。
- 〈リテレール・ブックス〉シリーズ　安原顯 編、メタローグ
  - 「外国語は少しでも油断すると忘却の彼方へ」『私の外国語上達法』〈2〉1994年5月、28-33頁。 NCID BN10828595。
  - 「死ぬまで直らぬ蒐書癖と無精」『私の「本」整理術』〈8〉1994年8月、28-31頁。 NCID BN11376116。
  - 「癌告知を契機に、人生を濃密に生きる日々」『私の死生観』〈10〉1994年9月、36-39頁。 NCID BN11703325。
  - 「旅の醍醐味は、異国の人と話し、理解しあうこと」『私の海外旅行術』〈12〉1994年10月、80-83頁。 NCID BN11765413。
- 「学生も教師もつまらぬことで多忙すぎる」『日本の大学どこがダメか』安原顯 編、メタローグ、1994年12月、144-147頁。 NCID BN11789105。

### 論文
- 護 雅夫 - CiNii Research
- N.ホジャ関連
  - 「ナスレッディン=ホジャ物語：ホジャとティムール」[注 42]『遊牧社会史探究』第14号、遊牧社会研究グループ - 内陸アジア史学会、1961年、1-18頁。
  - 資料紹介「ナスレッディン=ホジャ物語」『史学雑誌』70編10号、史学会、1961年10月、1258-1270(61-73)頁。NAID 40001511243。

1.ナスレッディン=ホジャについて 61-66頁。2.ナスレッディン=ホジャ物語について 66-67頁。3.タル本とアクソイ本 67-72頁[注 43]。
  - 「ナスレッディン=ホジャとその語物」『オリエント』第5巻第1号、日本オリエント学会、1962年3月、33-45頁。iv頁（英語）。doi:10.5356/jorient.5.33。[注 44]
  - 「トルコにおけるナスレッディン=ホジャ研究：特にその生存年代について」『アジア・アフリカ文献調査報告』第24冊、アジア・アフリカ文献調査委員会、1964年、NCID BA32770293。
  - 「アー・レフィク・ギュル(トルコ語版 A.Refik Gür)[注 45]著『ナスレッディン=ホジャの機知のプリズムを通して来る光《物語の教訓》: その生涯・逸話に関する思想的・哲学的一研究』[84]」『東洋学報』第47巻第1号、東洋文庫、1964年6月、124-129頁。東洋文庫リポジトリ。[注 46]